# Srednja vas - Loški Potok
Srednja vas - Loški Potok je naselje v občini Loški Potok. Ob preimenovanju naselja leta 1953, je naselje dobilo slovnično neustrezno desno določilo Loški Potok. Loški potok je ime suhe doline, ki je ime prevzela od potoka Loški potok. Ker je pokrajina nenaselbinsko ime, se neprve besede, ki niso že same po sebi lastno ime, pišejo z malo začetnico. Nestični vezaj pa pomeni "in", kot na primer v dvojnem imenu kraja Šmarje - Sap. Ustrezno poimenovanje kraja je torej Srednja vas v Loškem potoku. Napačno ime kraja lahko v ustrezno ime popravi občina.